# The Battle for Rap Supremacy: KRS-One Vs. MC Shan
Albums par KRS-One
KRS-One
(1995) I Got Next
(1997)
Albums par MC Shan
Play It Again, Shan
(1990) The Best of Cold Chillin'
(2001)
The Battle for Rap Supremacy: KRS-One Vs. MC Shan est une compilation de KRS-One et MC Shan, sortie le 19 novembre 1996.
Cet album comprend les diss songs ayant opposé KRS-One/Boogie Down Productions à MC Shan/The Juice Crew lors de la rivalité (The Bridge Wars (en)) qui a agité les quartiers de Queensbridge et du South Bronx au milieu des années 80 pour déterminer le véritable lieu de naissance du rap.

## Liste des titres
| No  | Titre                     | Contient un (des) sample(s) de, | Durée |
| --- | ------------------------- | --- | ----- |
| 1.  | The Bridge                | Impeach the President des Honey Drippers Scratchin' de The Magic Disco Machine |       |
| 2.  | Kill That Noize           | Funky President de James Brown I Get Lifted de KC and the Sunshine Band featuring George McCrae Raptivity de Ronnie Gee South Bronx des Boogie Down Productions                           |       |
| 3.  | Down by Law               | |       |
| 4.  | I Pioneered This          | Give the Baby Anything the Baby Wants de Joe Tex The Breakdown (Part I) de Rufus Thomas Risin' to the Top de Keni Burke                                                                   |       |
| 5.  | Juice Crew Law            | Get Up, Get Into It, Get Involved de James Brown |       |
| 6.  | Project Ho                | Roxanne's Revenge de Roxanne Shanté |       |
| 7.  | South Bronx               | Funky Drummer de James Brown Get Up, Get Into It, Get Involved de James Brown Get Up Offa That Thing de James Brown Smokin Cheeba-Cheeba du Harlem Underground Band The Bridge de MC Shan |       |
| 8.  | The Bridge is Over        | Impeach the President des Honey Drippers It's Still Rock and Roll to Me de Billy Joel Murderer de Barrington Levy Boops de Super Cat                                                      |       |
| 9.  | Criminal Minded           | |       |
| 10. | Poetry                    | Soul Power de James Brown Don't Tell It de James Brown |       |
| 11. | The P is Free ('87 Remix) | Zungguzungguguzungguzeng de Yellowman History de Super Cat |       |